# Koreaanse mijnspin
De Koreaanse mijnspin (Atypus coreanus) is een spin binnen de familie der mijnspinnen (Atypidae). Ze behoort tot het geslacht Atypus. Deze soort leeft in Zuid- en Noord-Korea.
Het vierhoekige kopborststuk is donkerbruin. Het opisthosoma heeft een langwerpige ei-vorm. De Koreaanse mijnspin heeft een vrij ongewoon web. Ze spint een soort buisachtige constructie (een graafgang), die tot 30 cm onder de grond kan liggen. De ingang wordt gecamoufleerd met bladeren, mos en allerlei dood materiaal. De spin wacht tot een insect over de ingang van de buis kruipt en slaat dan toe door razendsnel uit het hol te kruipen en het insect met de gifkaken in de buis te sleuren.